# El Pensador (periódico)
El Pensador fue un periódico editado en la ciudad española de Madrid entre 1762 y 1767, fundado y redactado por José Clavijo y Fajardo.

## Historia
Editado en Madrid, estaba impreso en la imprenta de J. Ibarra. Dispuso de un total de seis tomos, publicados el 1.º y el 2.º en 1762; el 3.º y el 4.º en 1763 y el 5.º y 6.º en 1767. Aunque no especificaba el día de la publicación de cada número, Eugenio Hartzenbusch e Hiriart toma como punto de partida el 4 de agosto de 1762, que fue la fecha de la licencia del Ordinario, después de cuyo día comenzaría a publicarse con periodicidad semanal. Su publicación debió estar suspendida entre 1763 y 1767.
Como autor del primer tomo figuraba «Joseph Álvarez y Valladares», seudónimo de José Clavijo y Fajardo, que escribiría el resto de tomos. Comprende una colección de 86 discursos literarios y de costumbres, cada uno de los cuales llevaba el título de Pensamiento. Según Juan Sempere y Guarinos, el objeto de estos textos era «censurar varios vicios y ridiculeces, introducidas en las costumbres y usos de la vida civil, el trato de hombres y mujeres, en las conversaciones, en los estudios o el teatro».